# Littleport (Iowa)
Littleport és una població dels Estats Units a l'estat d'Iowa. Segons el cens del 2000 tenia 26 habitants.

## Demografia
Segons el cens del 2000, Littleport tenia 26 habitants, 13 habitatges, i 8 famílies. La densitat de població era de 30,4 habitants/km².
Dels 13 habitatges en un 23,1% hi vivien nens de menys de 18 anys, en un 61,5% hi vivien parelles casades, en un 7,7% dones solteres, i en un 30,8% no eren unitats familiars. En el 30,8% dels habitatges hi vivien persones soles el 15,4% de les quals corresponia a persones de 65 anys o més que vivien soles. El nombre mitjà de persones vivint en cada habitatge era de 2 i el nombre mitjà de persones que vivien en cada família era de 2,44.
Per edats la població es repartia de la següent manera: un 15,4% tenia menys de 18 anys, un 0% entre 18 i 24, un 15,4% entre 25 i 44, un 26,9% de 45 a 60 i un 42,3% 65 anys o més.
L'edat mediana era de 54 anys. Per cada 100 dones de 18 o més anys hi havia 83,3 homes.
La renda mediana per habitatge era de 23.125 $ i la renda mediana per família de 46.250 $. Els homes tenien una renda mediana de 51.250 $ mentre que les dones 13.750 $. La renda per capita de la població era de 16.237 $. Cap de les famílies i el 15,8% de la població estaven per davall del llindar de pobresa.

## Poblacions més properes
El següent diagrama mostra les poblacions més properes.